# Shanghai (Computerspiel)
Shanghai ist ein Computerspiel, das von Activision ab 1986 für diverse Heimcomputer und Spielkonsolen herausgebracht wurde. Es ist vermutlich der erste Titel, der das Brettspiel Mahjong auf den heimischen Bildschirm brachte. Seitdem erschienen bis heute viele Umsetzungen, etwa als Open-Source-Software oder bei Betriebssystemen im Lieferumfang.

## Spielprinzip
Der Spieler muss die Steine entsprechend den Regeln abräumen. Zur Belohnung sieht man eine Animation, die je nach System teilweise unterschiedlich ausfällt.

### Regeln
Das Spielfeld besteht aus 144 Steinen mit unterschiedlichen Motiven, wie etwa Drachen oder Schildkröten. Spielsteine können nur paarweise entnommen werden, wenn diese nicht von anderen überdeckt werden und wenigstens eine längliche Seite frei ist.

## Kritiken
Das Spiel erhielt durchgehend gute bis sehr gute Kritiken.